# Stausee Margaritze
Der Stausee Margaritze liegt am Fuß der Pasterze bzw. des Großglockners in den Hohen Tauern in Kärnten.
Der Stausee auf 2000 m Höhe und mit einem Volumen von bis zu 3,2 Mio. m³ Wasser gehört zur Oberstufe des Kraftwerks Kaprun und wurde 1953 fertiggestellt. Er wird durch Möllsperre und der schwach gekrümmten Margaritzensperre gebildet und speichert die Abflüsse des Pasterzengletschers und des Leiterbaches (mit einem Stollen). Das Wasser wird mittels des 11,6 km langen Möllüberleitungsstollen durch den Tauernhauptkamm zum Möllpumpwerk geleitet.

## Speicher Margaritze
Die Margaritze ist eine Talwanne, die von der Pasterze ausgeformt wurde, durch deren Rückgang nach Beginn des letzten Jahrhunderts eisfrei geworden ist und das Quellbecken der Möll bildete. Sie liegt unterhalb des Glocknerhauses an der Gletscherstraße, dem Abstecher der Großglockner-Hochalpenstraße zur Franz-Josephs-Höhe, und befindet sich heute etwa 2 km unterhalb des Endes der Pasterze.
Zwei Talsperren, die Möllsperre (56 m statisch wirksame Höhe) und die schwach gekrümmte Margaritzensperre (39 m statisch wirksame Höhe), bilden einen Stausee. Er ist etwa 200 m lang, rund 800 m breit und hat 3,2 Mio. m³ Wasser Nutzinhalt. Er dient als Wochenspeicher und sammelt das Schmelzwasser des Pasterzengletschers, der natürlicherweise über die Möll in die Drau entwässert. Das Stauziel liegt auf einer Seehöhe von 2.036 m, das Absenkziel auf 1.980 m. Bei Absenkung von Stauziel auf Absenkziel schüttet der Margaritzenspeicher 3,2 Mio. m³ Wasser, und trägt so 8,3 GWh zur Stromerzeugung bei, bei einem Jahresarbeitsvermögen von 152 GWh.
Noch in den 1970er-Jahren reichte die Pasterze bis in den Pasterzengrund, der sich einige hundert Meter oberhalb der Margaritze erstreckt, und seinerzeit einen Gletscherendsee ausbildete, den Sandersee. Bis in die 1990er Jahre hat dieser See die freiwerdenden Gletschersedimente zurückgehalten, ist heute aber vollständig verlandet, wodurch jetzt im Mittel 40.000 m³/Jahr Sediment im Speicher Margaritze abgelagert werden. Eine Stauraumspülung ist bei dem See nicht möglich, der Grundablass wird mittels eines Saugbaggers durch Umlagerung in die Flachbereiche freigehalten, eine Entsandungsanlage Margaritze-Naßfeld ist in Planung.

## Möllüberleitungsstollen
Das Wasser wird durch den 11,6 km langen Möllüberleitungsstollen in den Speicher Mooserboden im Kapruner Tal, abhängig von dessen Wasserspiegel, geleitet oder gepumpt. Er durchtunnelt damit die Wasserscheide des Alpenhauptkamms zwischen Drau (bei Osijek/Kroatien in die Donau) und Salzach/Inn (bei Passau in die Donau). Dadurch können Niederschläge beiderseits der Hauptwasser- und Wetterscheide der Alpen erfasst werden.
Der Stollen läuft von der Margaritze genau nordwärts, unter der Westflanke des Fuscherkarkopfs in das Käfertal, und leicht westwärts in der Nähe der Schwarzenberger Hütte und unter dem Hinteren Bratschenkopf in das Kapruner Tal. Das Möllpumpwerk befindet sich unter Tage unterhalb des Mooserbodens am Druckstollen Oberstufe, der von der Drossensperre des Mooserboden zum Krafthaus Oberstufe unterhalb der Limbergsperre des Speichers Wasserfallboden führt, etwa dort, wo das Wasserschloss unterhalb des Heinrich Schwaiger Hauses am Wiesbachhorn liegt.